# 1774 Kulikov
1774 Kulikov eller 1968 UG1 är en asteroid i huvudbältet som upptäcktes den 22 oktober 1968 av den ryska astronomen Tamara Smirnova vid Krims astrofysiska observatorium på Krim. Den har fått sitt namn efter den sovjetiske astronomen Dmitrij Kulikov (1912–1964).
Asteroiden har en diameter på ungefär sex kilometer och den tillhör asteroidgruppen Koronis.